# Medieföretag
Ett medieföretag, mediebolag eller motsvarande, är ett företag som arbetar med att hantera och ge ut media av olika slag, ofta olika former av massmedia, såsom tidningar, radio, TV och olika Internettjänster. Även bokförlag och musikförlag kan räknas som medieföretag.
Många gånger är flera medieföretag samlade i stora koncerner och kan då kallas mediekoncerner eller mediekonglomerat.